# Zeca
José Carlos Gonçalves Rodrigues (Grieks: Ζοζέ Κάρλος Γκονσάλβες Ροντρίγκες) (Lissabon, 31 augustus 1988) – beter bekend als Zeca (Grieks: Ζέκα) – is een Grieks-Portugees voormalig voetballer die doorgaans speelt als middenvelder. Tussen 2007 en 2025 was hij actief voor Casa Pia, Vitória Setúbal, Panathinaikos, FC Kopenhagen en opnieuw Panathinaikos. Zeca maakte in 2017 zijn debuut in het Grieks voetbalelftal en kwam uiteindelijk tot drieëndertig interlandoptredens.

## Clubcarrière
Zeca speelde vanaf zijn tiende levensjaar in de jeugd van Casa Pia en brak ook door bij die club. In twee seizoenen was hij actief in de hoofdmacht, op het respectievelijke vijfde en vierde niveau van de Portugese voetbalpiramide. Vitória Setúbal nam hem in de zomer van 2010 over, waardoor hij direct in de Primeira Liga terechtkwam. Hier zou de middenvelder slechts één seizoen spelen, alvorens hij werd overgenomen door Panathinaikos. Bij de Griekse club, destijds gecoacht door landgenoot Jesualdo Ferreira, ondertekende de Portugees een verbintenis voor de duur van vier seizoenen. In het seizoen 2013/14 won Panathinaikos de Griekse beker door een 4–1 overwinning op PAOK Saloniki. Zeca, inmiddels aanvoerder van de Griekse club, mocht na afloop de trofee in ontvangst nemen.
In de zomer van 2017 verliet Zeca Panathinaikos na zes seizoenen dienst. FC Kopenhagen nam de middenvelder over voor circa anderhalf miljoen euro. Hij tekende voor vier seizoenen in de Deense hoofdstad. Na zijn eerste seizoen bij FC Kopenhagen werd de middenvelder verkozen tot aanvoerder. Na vijf seizoenen bij Kopenhagen keerde Zeca terug bij Panathinaikos. In de zomer van 2025 besloot de middenvelder op zesendertigjarige leeftijd een punt achter zijn actieve loopbaan te zetten.

## Clubstatistieken
| Seizoen | Club            | Competitie    | Competitie | Competitie | Beker | Beker | Internationaal | Internationaal | Totaal | Totaal |
| Seizoen | Club            | Competitie    | Wed.       | Dlp.       | Wed.  | Dlp.  | Wed.           | Dlp.           | Wed.   | Dlp.   |
| ------- | --------------- | ------------- | ---------- | ---------- | ----- | ----- | -------------- | -------------- | ------ | ------ |
| 2010/11 | Vitória Setúbal | Primeira Liga | 26         | 0          | 5     | 1     | —              | —              | 31     | 1      |
| 2011/12 | Panathinaikos   | Super League  | 32         | 2          | 2     | 0     | 2              | 0              | 36     | 2      |
| 2012/13 | Panathinaikos   | Super League  | 30         | 4          | 2     | 0     | 10             | 1              | 42     | 5      |
| 2013/14 | Panathinaikos   | Super League  | 33         | 0          | 8     | 0     | —              | —              | 41     | 0      |
| 2014/15 | Panathinaikos   | Super League  | 34         | 2          | 2     | 0     | 8              | 0              | 44     | 2      |
| 2015/16 | Panathinaikos   | Super League  | 33         | 0          | 4     | 0     | 4              | 0              | 41     | 0      |
| 2016/17 | Panathinaikos   | Super League  | 27         | 0          | 4     | 0     | 9              | 0              | 40     | 0      |
| 2017/18 | Panathinaikos   | Super League  | 2          | 0          | 0     | 0     | 4              | 0              | 6      | 0      |
| 2017/18 | FC Kopenhagen   | Superligaen   | 27         | 2          | 1     | 0     | 5              | 0              | 33     | 2      |
| 2018/19 | FC Kopenhagen   | Superligaen   | 32         | 1          | 1     | 0     | 12             | 0              | 45     | 1      |
| 2019/20 | FC Kopenhagen   | Superligaen   | 35         | 2          | 2     | 0     | 16             | 1              | 53     | 3      |
| 2020/21 | FC Kopenhagen   | Superligaen   | 28         | 2          | 1     | 0     | 3              | 0              | 32     | 2      |
| 2021/22 | FC Kopenhagen   | Superligaen   | 11         | 1          | 0     | 0     | 7              | 0              | 18     | 1      |
| 2022/23 | FC Kopenhagen   | Superligaen   | 6          | 0          | 0     | 0     | 4              | 0              | 10     | 0      |
| 2023/24 | Panathinaikos   | Super League  | 14         | 0          | 4     | 0     | 0              | 0              | 18     | 0      |
| 2024/25 | Panathinaikos   | Super League  | 5          | 0          | 1     | 0     | 2              | 0              | 8      | 0      |
| Totaal  | Totaal          | Totaal        | 375        | 16         | 37    | 1     | 86             | 2              | 498    | 19     |

## Interlandcarrière
Zeca sprak in februari 2015 zijn intentie uit om uit te komen in het Grieks voetbalelftal. Uiteindelijk legde hij in november 2016 zijn examen af voor het staatsburgerschap en vanaf 2017 was hij speelgerechtigd voor de Griekse nationale ploeg. Hij maakte zijn debuut op 9 oktober 2017 toen in een kwalificatiewedstrijd voor het WK 2018 met 1–1 gelijkgespeeld werd tegen België door doelpunten van Konstantinos Mitroglou en Romelu Lukaku. Zeca moest van bondscoach Michael Skibbe op de bank starten en hij mocht na vierentachtig minuten spelen invallen voor Petros Mantalos. Zijn eerste interlandgoal volgde op 3 september van datzelfde jaar, toen eveneens gespeeld werd tegen België. De middenvelder begon aan dit duel als basisspeler en hij speelde het gehele duel mee. Jan Vertonghen opende in de zeventigste minuut de score, waarna Zeca drie minuten later gelijkmaakte. Uiteindelijk wonnen de Belgen door een treffer van Lukaku.
| Interlands van Zeca voor Griekenland | Interlands van Zeca voor Griekenland | Interlands van Zeca voor Griekenland | Interlands van Zeca voor Griekenland | Interlands van Zeca voor Griekenland | Interlands van Zeca voor Griekenland |
| №                                    | Datum                                | Wedstrijd                            | Uitslag                              | Competitie                           | Goals                                |
| Als speler bij Panathinaikos         | Als speler bij Panathinaikos         | Als speler bij Panathinaikos         | Als speler bij Panathinaikos         | Als speler bij Panathinaikos         | Als speler bij Panathinaikos         |
| ------------------------------------ | ------------------------------------ | ------------------------------------ | ------------------------------------ | ------------------------------------ | ------------------------------------ |
| 1                                    | 25 maart 2017                        | België – Griekenland                 | 1 – 1                                | WK 2018 kwalificatie                 |                                      |
| 2                                    | 9 juni 2017                          | Bosnië en Herzegovina – Griekenland  | 0 – 0                                | WK 2018 kwalificatie                 |                                      |
| Als speler bij FC Kopenhagen         |                                      |                                      |                                      |                                      |                                      |
| 3                                    | 31 augustus 2017                     | Griekenland – Estland                | 0 – 0                                | WK 2018 kwalificatie                 |                                      |
| 4                                    | 3 september 2017                     | Griekenland – België                 | 1 – 2                                | WK 2018 kwalificatie                 | 73'                                  |
| 5                                    | 7 oktober 2017                       | Cyprus – Griekenland                 | 1 – 2                                | WK 2018 kwalificatie                 |                                      |
| 6                                    | 10 oktober 2017                      | Griekenland – Gibraltar              | 4 – 0                                | WK 2018 kwalificatie                 |                                      |
| 7                                    | 9 november 2017                      | Kroatië – Griekenland                | 4 – 1                                | WK 2018 kwalificatie                 |                                      |
| 8                                    | 12 november 2017                     | Griekenland – Kroatië                | 0 – 0                                | WK 2018 kwalificatie                 |                                      |
| 9                                    | 23 maart 2018                        | Griekenland – Zwitserland            | 0 – 1                                | Vriendschappelijk                    |                                      |
| 10                                   | 12 oktober 2018                      | Griekenland – Hongarije              | 1 – 0                                | Nations League 2018/19               |                                      |
| 11                                   | 15 oktober 2018                      | Finland – Griekenland                | 2 – 0                                | Nations League 2018/19               |                                      |
| 12                                   | 15 november 2018                     | Griekenland – Finland                | 1 – 0                                | Nations League 2018/19               |                                      |
| 13                                   | 18 november 2018                     | Griekenland – Estland                | 0 – 1                                | Nations League 2018/19               |                                      |
| 14                                   | 23 maart 2019                        | Liechtenstein – Griekenland          | 0 – 2                                | EK 2020 kwalificatie                 |                                      |
| 15                                   | 26 maart 2019                        | Bosnië en Herzegovina – Griekenland  | 2 – 2                                | EK 2020 kwalificatie                 |                                      |
| 16                                   | 8 juni 2019                          | Griekenland – Italië                 | 0 – 3                                | EK 2020 kwalificatie                 |                                      |
| 17                                   | 11 juni 2019                         | Griekenland – Armenië                | 2 – 3                                | EK 2020 kwalificatie                 | 54'                                  |
| 18                                   | 8 september 2019                     | Griekenland – Liechtenstein          | 1 – 1                                | EK 2020 kwalificatie                 |                                      |
| 19                                   | 12 oktober 2019                      | Italië – Griekenland                 | 2 – 0                                | EK 2020 kwalificatie                 |                                      |
| 20                                   | 3 september 2020                     | Slovenië – Griekenland               | 0 – 0                                | Nations League 2020/21               |                                      |
| 21                                   | 6 september 2020                     | Kosovo – Griekenland                 | 1 – 2                                | Nations League 2020/21               |                                      |
| 22                                   | 7 oktober 2020                       | Oostenrijk – Griekenland             | 2 – 1                                | Vriendschappelijk                    |                                      |
| 23                                   | 11 oktober 2020                      | Griekenland – Moldavië               | 2 – 0                                | Nations League 2020/21               |                                      |
| 24                                   | 14 oktober 2020                      | Griekenland – Kosovo                 | 0 – 0                                | Nations League 2020/21               |                                      |
| 25                                   | 11 november 2020                     | Griekenland – Cyprus                 | 2 – 1                                | Vriendschappelijk                    |                                      |
| 26                                   | 15 november 2020                     | Moldavië – Griekenland               | 0 – 2                                | Nations League 2020/21               |                                      |
| 27                                   | 18 november 2020                     | Griekenland – Slovenië               | 0 – 0                                | Nations League 2020/21               |                                      |
| 28                                   | 25 maart 2021                        | Spanje – Griekenland                 | 1 – 1                                | WK 2022 kwalificatie                 |                                      |
| 29                                   | 31 maart 2021                        | Griekenland – Georgië                | 1 – 1                                | WK 2022 kwalificatie                 |                                      |
| 30                                   | 3 juni 2021                          | België – Griekenland                 | 1 – 1                                | Vriendschappelijk                    |                                      |
| 31                                   | 6 juni 2021                          | Noorwegen – Griekenland              | 1 – 2                                | Vriendschappelijk                    |                                      |
| 32                                   | 1 september 2021                     | Zwitserland – Griekenland            | 2 – 1                                | Vriendschappelijk                    |                                      |
| 33                                   | 8 september 2021                     | Griekenland – Zweden                 | 2 – 1                                | WK 2022 kwalificatie                 |                                      |

## Erelijst
| Competitie      |               |                  |               |               |
| Competitie      | Aantal        | Jaren            |               |               |
| Panathinaikos   | Panathinaikos | Panathinaikos    | Panathinaikos | Panathinaikos |
| --------------- | ------------- | ---------------- | ------------- | ------------- |
| Kupello Elladas | 2             | 2013/14, 2023/24 |               |               |
| FC Kopenhagen   |               |                  |               |               |
| Superligaen     | 2             | 2018/19, 2021/22 |               |               |